# Leucobryum letestui
Leucobryum letestui är en bladmossart som beskrevs av Potier de la Varde 1925. Leucobryum letestui ingår i släktet Leucobryum och familjen Dicranaceae. Inga underarter finns listade i Catalogue of Life.